# Long Steady
Long Steady is een meer van 38 hectare in de Canadese provincie Newfoundland en Labrador. Het meer bevindt zich in de bossen van het Nationaal Park Gros Morne, nabij de westkust van het eiland Newfoundland.

## Geografie
Long Steady is het eerste van drie meren dat deel uitmaakt van de loop van Western Brook, de rivier waarlangs het grotere meer Western Brook Pond afwatert naar zee. Het dankt het naamdeel long (Nederlands: "lang") aan de bijzonder langwerpige vorm. Het meer heeft langs zijn zuidwest-noordoostas immers een lengte van 2 km tegenover een maximale breedte van 280 m.
De zuidoostelijke oever van Long Steady wordt aangedaan door het lusgedeelte van Western Brook Pond Trail, een van de bekendste wandelroutes van het nationaal park.